# 一之瀨鈴
一之瀨鈴（日语：一之瀬 すず，讀法：Ichinose Suzu，1995年3月29日—），日本前AV女優。

## 個人簡介
2013年12月從AV界出道。扮演貧乳的蘿莉系AV女優。所屬事務所是ハスラー。
2014年12月30日在官方部落格上宣布將於年底引退。
興趣是料理和刺繡。擅長打網球，通過在文書處理器上的日語檢定1級。

## 外部連結
- ハスラー - 所屬事務所